# Marcus Domitius Valerianus
Marcus Domitius Valerianus war ein im 3. Jahrhundert n. Chr. lebender römischer Politiker. Durch eine Inschrift in griechischer Sprache sind einzelne Stationen seiner Laufbahn bekannt.
Valerianus stammte wahrscheinlich aus Prusias. Möglicherweise war er der Sohn von Titus Domitius Valerianus.
Valerianus leistete am Anfang der Regierungszeit von Caracalla (211–217) seinen Militärdienst als Tribunus militum in der Legio III Gallica, die ihr Hauptlager in Raphaneia in der Provinz Syria Phoenice hatte. Im Anschluss war er Quaestor, Aedilis und Praetor. Nach seiner Praetur wurde er zunächst Kommandeur der Legio XII Fulminata, die ihr Hauptlager in Melitene in der Provinz Cappadocia hatte und dann Kommandeur der Legio VII Claudia, die ihr Hauptlager in Viminacium in der Provinz Moesia superior hatte. Im Anschluss übernahm er in Pamphylia den Posten eines correctors von Städten in dieser Region. Danach wurde er nacheinander Statthalter in vier Provinzen: zunächst als Proconsul in Sicilia und in der Folge als Legatus Augusti pro praetore in Galatia, Cilicia und Arabia.
Valerianus ist als Statthalter in Arabia durch eine Inschrift auf einem römischen Meilenstein belegt, die auf 239 datiert ist; er übte dieses Amt wahrscheinlich von 238/239 bis 239/240 aus. Vermutlich erreichte er während seiner Statthalterschaft um 238 oder 239 einen Suffektkonsulat in absentia. Die beiden vorhergehenden Statthalterschaften lassen sich nur ungefähr datieren: vermutlich war er von ca. 230 bis 232 Statthalter in Galatia und danach in Cilicia, entweder noch während der Regierungszeit von Severus Alexander (222–235) oder bereits unter Maximinus Thrax (235–238).